# アイズ ワイド シャット
『アイズ ワイド シャット』（Eyes Wide Shut）は、当時夫婦だったトム・クルーズとニコール・キッドマンが主演したスタンリー・キューブリック監督の1999年製作の映画。原作はアルトゥル・シュニッツラーの『夢小説』（1926年）。
なお、当映画の試写会5日後に監督スタンリー・キューブリックは急死して、本作が遺作となった。死因は発作要因不明の心臓発作とされている。

## あらすじ
ニューヨークの医者であるビルと妻のアリスは、ビルの患者で大富豪のジーグラーが開いた盛大なクリスマス・パーティーに招かれる。広間でピアニストとして演奏する旧友のニックと再会するビル。倦怠期を迎えているビルとアリスは、それぞれ相手を見つけてパーティーを楽しむが、ビルは医者として奥に呼ばれる。ジーグラーと裸でバスルームにいたマンディという若い女性がドラッグの過剰摂取で意識不明に陥ったのだ。ビルの適切な処置でマンディは一命を取りとめたが、ビルはこの一件を口止めされる。ビルが姿を消した理由を知らないアリスは、ビルが浮気したと邪推する。
翌晩、ビルを責めて、自分も色目を使ってきた若い海軍士官に興味があると挑発するアリス。そこへ老患者のネイサンソンが自宅で逝去したという知らせが入り、ビルはタクシーで患者宅へ向かう。しかし、その車中で、ビルはアリスが海軍士官とセックスをしているという妄想を抱き、懊悩する。
ネイサンソンの枕元で娘を慰めていると、彼女は急にビルにキスをする。ほとんど会話したこともないハイミスの娘だが、愛していると迫られて、ビルは早々に屋敷を後にする。しかし、混乱して街を歩くうちにドミノという娼婦に声をかけられ、ビルは彼女のアパートに入ってしまう。
アリスからの電話を受け、ビルはドミノとはキスだけをして、金を払ってその場を去る。ピアニストのニックが出演しているバーを見つけ、ビルはニックと酒を酌み交わす。ニックはこの後、深夜2時から仕事があると言い、それが淫らな秘密パーティーでの演奏だと知ったビルは、ニックから無理に場所とパスワード（合言葉）を聞き出す。
深夜に貸衣装屋を叩き起こして、秘密パーティーに必要な黒マントや仮面を借り出したビルは、タクシーで会場の邸宅へ向かう。屋敷の中では裸の女たちと黒マントの客たちが仮面を被って享楽に耽っていた。しかし、ビルは大広間で黒マントの客たちに取り囲まれる。ビルが予定外の侵入者であることはバレていたのだ。仮面を外させられ、命の危険を感じたその時、ビルを知っている様子であった裸の女の一人が彼の代わりに罰を受けると申し出た。ビルは屋敷から追い出され、家に逃げ帰る。
翌日、ニックを探して宿泊先のホテルを訪れたビルは、ニックが早朝にチェックアウトし、同行して来た強面（こわもて）の男たちに連れ去られたとフロント係から聞かされる。ビルは貸衣装を返しに行き、マスクだけが無くなっていることに気づく。プレゼントを携えて、ドミノの部屋を再度訪れたビルだったが彼女は不在であり、同居人からドミノがHIV陽性だったと聞かされる。
そしてビルは、ジーグラーの屋敷で治療した若いマンディが麻薬中毒で病院に運ばれ死亡したという新聞の記事を読む。秘密パーティーで自分の身代わりになったのはマンディであり、そのために彼女は殺されたのだと考えたビルは困惑する。そんなビルを、ジーグラーが屋敷に呼びつけた。
ジーグラーは、昨夜の秘密パーティーに自分も参加していたと打ち明ける。パーティーに出席していたのは誰もが知る著名人たちであり、秘密厳守は絶対だった。ビルがパーティーのことを他所で喋ったり、これ以上の詮索をしないように、「死の恐怖という芝居」で脅したとジーグラーは説明し、マンディが身代わりで罰を受けると進み出たのも芝居だと語る。
ピアニストのニックは秘密を漏らしたペナルティでパーティーの用心棒に殴られたが、すでにシアトルの家に帰っており、マンディは麻薬中毒の娼婦で、パーティー終了後に自宅で過剰にドラッグを摂取し、偶然に事故死したのだという。
帰宅したビルは、無くしたと思っていたマスクが自分の枕の上に置いてあるのを発見する。ビルは泣きじゃくりながら、アリスにこの2日間の出来事を告白した。翌日、娘とともにクリスマスの買い物へ出かけたビルとアリスは、これから2人はどうするべきかを話し合う。アリスは「大事なこと」をすぐにするべきだと言い、ビルが何をするのかと尋ねると、彼女は一言「ファック」と返答する。

## キャスト
※括弧内は日本語吹替。
- トム・クルーズ：ビル（森川智之）
- ニコール・キッドマン：アリス（佐々木優子）
- シドニー・ポラック：ヴィクター・ジーグラー（江角英明）
- マリー・リチャードソン：マリオン（菅原あき）
- トッド・フィールド：ニック（井上和彦）
- マディソン・エジントン：ヘレナ（山下夏生）
- ヴィネッサ・ショウ：ドミノ（野々村のん）
- アラン・カミング：ホテルの受付係（内田夕夜）
- ラデ・シェルベッジア：ミリチ（水野龍司）
- リーリー・ソビエスキー：ミリチの娘（渡辺明乃）
- フェイ・マスターソン：サリー（赤間麻里子）
- スキ・デュモン（英語版）：サヴォス（小川真司）
- レオン・ヴィタリ（英語版）：赤い外套の男（池田勝）
- 伊川東吾：日本人（岩崎ひろし）

その他声の出演：小林優子、坪井木の実、朴璐美、柳沢真由美、竹村叔子、佐々木敏、佐藤淳、仲野裕、谷口雄基、田畑ゆり、山野井仁、小森創介、鈴木正和、伊藤和晃、辻親八

## 製作
キューブリックがこの作品の映画化を志したのは、1970年代にまでさかのぼる。1972年には映画化権を取得するが、他作品の制作などに忙殺されるなどにより実現が危ぶまれた。1990年代に入りようやく制作が本格化し、共同脚本家に『ダーリング』でアカデミー賞を受賞したフレデリック・ラファエルが起用された。なおキューブリックは当初、作者と題名を伏せた原作をラファエルに送ったものの「古臭い内容だ。まさかシュニッツラーか？」との返事を受けた。2人によって内容は現代劇に改められ、またキューブリックの意志で儀式の描写が作品の要になることも決定した。
1995年12月、ワーナー・ブラザースは「キューブリック監督が新作を制作する。夫婦の嫉妬をテーマとした作品でタイトルは『EYES WIDE SHUT』、主演はトム・クルーズとニコール・キッドマンである」と発表した。私生活上でも夫婦であり、共に大スターでもあるクルーズとキッドマンの共演は大きな注目を集めるが（2人の共演は結婚後『遥かなる大地へ』から数えて2回目だった）、それゆえに「完璧主義の監督に、多忙なスターが合わせられるだろうか？」などと完成を疑問視する向きもあった。キューブリックは過去に、制作が中断した作品がいくつかあることも不信を高めた。
1996年11月から撮影が始まるが、キューブリックの意志により秘密裏に進められたため、その内容も全く外部へは知らされなかった。キャストの交代などにより撮影は長期化し、1998年4月まで延々400日以上に及ぶギネス記録となった（後述）。なおクルーズ夫妻はこの作品に臨むため、ロンドンへ移住していた。
撮了後はキューブリック1人の手で編集が行われる。音楽は、ドミートリイ・ショスタコーヴィチの『ジャズ組曲 第2番 ワルツ2』（当時の名称）とジェルジ・リゲティの『ムジカ・リチェルカータ』が用いられた。キューブリック映画としては『時計じかけのオレンジ』以来となるステレオ録音である。
1999年3月2日、キューブリック、クルーズとキッドマン、WBスタッフの4人による極秘の0号試写が行われるが、5日後の1999年3月7日にキューブリックは急死する。その直後にキューブリック自身が手がけた予告編が公開された。

### ロケ地
本作ではクリスマス期のニューヨークにおける華やかな街の景色と寒々とした気温が巧みに表現されているが、キューブリック監督が極度の飛行機嫌いであることから、「フルメタル・ジャケット」同様すべてイギリスでのロケおよび大規模スタジオ撮影で再現されている。
加えてキューブリックは完璧主義的な監督であったため、撮影に集中させようとしてトム・クルーズとニコール・キッドマンをイギリスに一年滞在させたいと考えた。この監督の要望に応えたいクルーズと、家を空けたくないニコールとの間に軋轢ができ、それが離婚の原因になったと言われる。なお、主演夫婦には当初、コメディアンのスティーヴ・マーティン夫妻がキャスティングされていた。実際キューブリック邸での台本読みにも夫婦で参加している。
イギリスでのロケによるためか、所々にヨーロッパ仕様のままの自動車が登場する。これらはアメリカ仕様車とは外観の一部が異なっている。例として、ニューヨーク路上での三菱ミラージュやメルセデス・ベンツ、パーティー邸宅でのロールス・ロイスなど。

### ギネス記録
本作品は撮影期間が46週＝休暇を含めて400日（1年以上）。その長さはギネスブックにも「撮影期間最長の映画」という部門で認定されている。

### 撮影が長期化したことによる影響
撮影の長期化で、クルーズの次の主演作『ミッション:インポッシブル2（M:I-2）』の撮影開始はスケジュール全体が後にずれ、撮影終了も予定より遅れることになった。『M:I-2』で共演しているダグレイ・スコットは撮影終了後すぐ『X-メン』のウルヴァリン役を務める予定だったが『M:I-2』の撮影終了が『X-メン』撮影開始に間にあわず、ウルヴァリン役はヒュー・ジャックマンに交替した。
当初ジーグラー役だったハーヴェイ・カイテルとマリオン役だったジェニファー・ジェイソン・リーは出演場面がすでに撮影されていた。にもかかわらず、監督が撮り直しを要請したところ共に他の作品の撮影が開始されたため戻って来られず、ジーグラー役はシドニー・ポラック、マリオンはマリー・リチャードソンにキャスト交替となった。

## 公開
公開当初はキューブリックが自ら語ったという「この作品が私の最高傑作だ」との言葉が広く流布され、ビデオソフトの解説などにも引用された。
一方で、死の2週間前にキューブリックからの電話を受けたという友人で俳優のR・リー・アーメイが、その電話でキューブリックは「『アイズ ワイド シャット』は、クルーズが滅茶苦茶にした完全な失敗作だ」と語っていたと2006年に発言している。

### レイティング
アメリカでの公開は性的シーンによってNC-17（成人映画扱い）の指定を避けるため（ワーナーとの契約でR指定が条件だった）、キューブリックの右腕であったレオン・ヴィタリ監修で性交シーンには後ろ姿のヌード・モデルやローブを着た男女の人影などが合成されて、R指定で公開された。日本では無修正版で公開され、R-18（成人映画扱い）に指定されている（アメリカでのビデオ販売の際はVHS、DVDでは無修正のUnrated版とR指定修正版が併売されていた。Blu-rayでは無修正版のみ）。

## 豆知識
- 主人公ビルとアリス夫妻の姓「ハーフォード」はハリソン・フォードのもじりである。
- タイトルの Eyes Wide Shut は、英語の常套句 "(with) eyes wide open"（目を大きく開いて）をもじった一種の言葉遊びで、結婚にまつわるベンジャミン・フランクリンの警句が直接の出典とされ、さらに遡って『テンペスト (シェイクスピア)』をルーツとする指摘もある。

## ソフト
この作品のDVD-Videoはキューブリックの遺志により4:3の画面比率で収録されている。

### 日本語吹替版
収録は2001年5月6日。当初日本語吹替版の製作は許されておらず、日本国内初出のビデオ/DVDには吹替音声が収録されていなかった。キューブリック没後の2001年になって記念として吹替版が製作されることになり、オーディションで配役が決められた。ビル・ハーフォード役に選ばれた森川智之はオーディション後にキューブリックの息子と面接、彼から「キューブリックをどう思い、映画を見て何を感じたか」と問われ「原語版と同じ演出効果をもたせたい、吹替える側にもそれを理解してほしい」と要求された。息子はなかなかOKを出さず、通常なら1日で終わる収録は助監督のレオン・ヴィターリも参加して各場面、台詞1つでもどう思って喋っているのか話し合いながら1週間かけて行われた。収録ではベッドで仰向けになるシーンは実際にベッドを持ち込んで寝ながら喋ったり、マスクをつけているシーンでは作中で使用されたものをつけたり、収録スタジオを変えたことで音響機器の違いからそれまでと音が違うと元のスタジオで収録し直したこともあった。後で森川は収録で使ったマスクを貰い、レオンから送られた手紙には本作の吹替は日本語版が一番だったと書かれている。
森川はこの収録で吹替演技に対する見方が開眼、トムの吹替をする際は彼の呼吸を見るようになり、そこからうまく演技がシンクロすると語っている。

#### スタッフ
- プロデューサー：Leon Vitali／Steve Ohno
- 翻訳：佐藤恵子
- 演出：木村絵理子
- 編集：オムニバス・ジャパン
- 録音：高久孝雄
- 日本語版製作：ワーナー・ホーム・ビデオ／東北新社（河合敦之/神部宗之）

プロデューサーのクレジットに『バリー・リンドン』出演後キューブリック監督の助手として活躍しているレオン・ヴィターリの名前がある。

## 書籍
脚本執筆に際しての様々なエピソードは、キューブリックの死後共同執筆者のフレデリック・ラファエル（『ダーリング』などで知られる）によって『EYES WIDE OPEN』という書籍にまとめられ刊行されたが、キューブリック夫人に「著しく事実と異なる」として出版差し止めを申請された。